# Eunicea inexpectata
Eunicea inexpectata is een zachte koraalsoort uit de familie Plexauridae. De koraalsoort komt uit het geslacht Eunicea. Eunicea inexpectata werd in 1939 voor het eerst wetenschappelijk beschreven door Stiasny. 